# Cirrhimuraena
Cirrhimuraena es un género de peces anguiliformes de la familia Ophichthidae.

## Especies
Se reconocen las siguientes especies:
- Cirrhimuraena calamus
- Cirrhimuraena cheilopogon
- Cirrhimuraena chinensis
- Cirrhimuraena inhacae
- Cirrhimuraena oliveri
- Cirrhimuraena orientalis
- Cirrhimuraena paucidens
- Cirrhimuraena playfairii
- Cirrhimuraena tapeinoptera
- Cirrhimuraena yuanding